# Evenus
Evenus – rodzaj motyli z rodziny modraszkowatych i podrodziny ogończyków.
Rodzaj ten obejmuje jedynych z najbardziej spektakularnie ubarwionych przedstawicieli rzędu w faunie światowej. Wierzch skrzydeł ma tło zdominowane przez metaliczny błękit, spód zaś przez irydyzującą zieleń, czasem z odcieniem niebieskim. Na tym tle występują czarne pasy i obrzeżenia, a często elementy w innych jeszcze barwach. Tylna para skrzydeł zwieńczona jest delikatnymi i smukłymi ogonkami.
Owady dorosłe aktywne są za dnia. Roślinami żywicielskimi gąsienic są przedstawiciele rodziny sączyńcowatych.
Przedstawiciele rodzaju zamieszkują krainę neotropikalną od Meksyku przez Gwatemalę, Belize, Honduras, Nikaraguę, Kostarykę, Panamę, Wenezuelę, Kolumbię, Ekwador, Gujanę, Surinam, Gujanę Francuską aż po Peru i południową Brazylię.
Rodzaj ten wprowadzony został w 1819 roku przez Jacoba Hübnera. Należy do niego 13 opisanych gatunków:
- Evenus batesii (Hewitson, 1865)
- Evenus candidus (Druce, 1907)
- Evenus coronata (Hewitson, 1865)
- Evenus felix Neild et Balint, 2014
- Evenus floralia (Druce, 1907)
- Evenus gabriela (Cramer, 1775)
- Evenus latreillii (Hewitson, 1865)
- Evenus regalis (Cramer, 1775)
- Evenus satyroides (Hewitson, 1865)
- Evenus sponsa (Möschler, 1877)
- Evenus sumptuosa (Druce, 1907)
- Evenus tagyra (Hewitson, 1865)
- Evenus temathea (Hewitson, 1865)